# Kosmos 2175
O Kosmos 2175 (em russo: Космос-2175, significado Cosmos 2175) foi um satélite russo de reconhecimento, como parte do programa Yantar. Foi o primeiro satélite a ser lançado pela Rússia, após a dissolução da antiga União Soviética, sendo que a Rússia continuou a lançar a série de satélites Kosmos.
Foi lançado em 21 de janeiro de 1992 do Cosmódromo de Plesetsk, Rússia, através de um foguete Soyuz-U. Depois de ter realizado uma missão bem sucedida, ele reentrou na atmosfera da terra em 20 de março de 1992.